# Tailaire Laguerre
Pour les articles homonymes, voir Laguerre.
Tailaire Laguerre, plus connu sous le pseudonyme Tai TL, né le 6 février 2002 à Montréal, est un comédien et humoriste canadien.
Il atteint la notoriété en 2022, en publiant des vidéos sur la plate-forme TikTok.

## Biographie

### Enfance
D'origine haïtienne, Tailaire Laguerre naît le 6 février 2002. Il est originaire de Montréal-Nord.

### Débuts
En 2017, il commence à publier des vidéos humoristiques sur les plateformes Facebook et Instagram.

### Carrière
En 2021, durant le confinement, Laguerre lance une émission dominical de téléréalité sur son compte Instagram nommé Occupation Hood,. 

« J’ai créé le concept quand j’avais rien à faire chez moi pendant la pandémie, et c’est devenu viral sans que je m’y attende »

Le 24 juillet 2021, alors âgé de 19 ans, il se produit sur scène à l'Olympia lors du festival Juste pour rire,,.
En mars 2023, en moins de 24 heures, les billets pour son spectacle du 26 avril et du 27 avril 2023 au Casino de Paris sont soldout.

## Filmographie

### Clip musical
- 2021 : Occupation Hood (feat. Dee End et Rosalvo)[7],[9]

### Télé-réalité
- 2023: LOL: Qui rira le dernier? - Saison 2 sur Amazon Prime[10]

## Discographie
- 2021 : Occupation Hood (feat. Dee End, Rosalvo, O.Z et Massive3)

- 2022 : Rékilé (feat. DJ Erise)

## Spectacles
- 2022 : Occupation Hood;

- 2022-2025 : Madame Rekilé Tour (en Guadeloupe, en Guyane, à Bordeaux, Toulouse, Montpellier, Paris, Montréal, Bruxelles, en Martinique et en Haïti);
- 2025: Tai dérange (au Zenith Paris et à la Place Bell).

## Distinctions
| Année | Récompenses               | Catégories                         | Résultat | Réf. |
| ----- | ------------------------- | ---------------------------------- | -------- | ---- |
| 2022  | Prix Medias Dynastie      | Personnalité Web de l'année        | Lauréat  | ,    |
| 2022  | Oh!MyMag Awards           | Révélation de l'année              | Lauréat  | ,    |
| 2023  | The Legacy Awards par CBC | Fan Choice Digital Content Creator | Lauréat  |      |